# Čejkovice (Znojmo)
Čejkovice è un comune della Repubblica Ceca facente parte del distretto di Znojmo, in Moravia Meridionale.